# Katsuyuki Saitō
Katsuyuki Saitō (jap. 斎藤 克幸, Saitō Katsuyuki; * 7. April 1973 in der Präfektur Fukushima) ist ein ehemaliger japanischer Fußballspieler.

## Karriere
Saitō erlernte das Fußballspielen in der Schulmannschaft der Fukushima Higashi High School und der Universitätsmannschaft der Universität Tsukuba. Seinen ersten Vertrag unterschrieb er 1997 bei den Brummell Sendai (heute: Vegalta Sendai). Der Verein spielte in der zweithöchsten Liga des Landes, der Japan Football League. 2001 wurde er mit dem Verein Vizemeister der J2 League. Für den Verein absolvierte er 94 Spiele. Ende 2001 beendete er seine Karriere als Fußballspieler.